# Grupo de Trabalho da Sociedade Civil para a Agenda 2030
O Grupo de Trabalho da Sociedade Civil para a Agenda 2030 (GT Agenda 2030 ou GTSC A2030) é uma coalizão formada por mais de 50 organizações não governamentais, movimentos sociais, fóruns e fundações brasileiras que atuam no seguimento da implementação e monitoramento da Agenda 2030 e os Objetivos de Desenvolvimento Sustentável (ODS), construídos sobre o legado dos Objetivos de Desenvolvimento do Milênio. É cofacilitado pelas ONGs ACT Promoção da Saúde; Gestos - Soropositividade, Comunicação e Gênero; e Instituto Democracia e Sustentabilidade (IDS).
As Organizações da Sociedade Civil (OSCs) cumprem um importante papel no cumprimento da Agenda 2030. O GT incide sobre o Estado brasileiro e as organizações multilaterais, promovendo o desenvolvimento sustentável, o combate às desigualdades e às injustiças e o fortalecimento de direitos universais, indivisíveis e interdependentes, com base no pleno envolvimento da sociedade civil em todos os espaços de tomada de decisão.
Sua formalização ocorreu em 9 de setembro de 2014 e resultou do constante encontro entre organizações da sociedade civil durante o seguimento das negociações da Agenda Pós-2015 e seus desdobramentos. Desde então, vem atuando na difusão, promoção e monitoramento da Agenda 2030, divulgação dos ODS, mobilização da sociedade civil e incidência política junto ao governo brasileiro, governos subnacionais e organismos do sistema Nações Unidas.
O GT Agenda 2030 é fruto do intenso processo em torno das negociações sobre as novas metas globais, a partir de uma articulação nacional liderada pela Associação Brasileira de ONGs (Abong) e desenvolvido em parceria com diversas organizações da sociedade civil já engajadas no processo, que culminou na aprovação da Agenda 2030 durante a Cúpula das Nações Unidas sobre o Desenvolvimento Sustentável, na 70ª Assembleia Geral das Nações Unidas. O documento "Transformando Nosso Mundo: A Agenda 2030 para o Desenvolvimento Sustentável" foi assinado pelos 193 países-membros da ONU, incluindo o Brasil.

## Relatório Luz
O Relatório Luz da Sociedade Civil sobre a Agenda 2030 no Brasil é um documento elaborado pelo Grupo de Trabalho da Sociedade Civil para a Agenda 2030 (GT Agenda 2030 ou GTSC A2030) que analisa dados oficiais e evidências e mostra o que o Brasil precisa fazer para cumprir o compromisso que assumiu junto à ONU de alcançar os Objetivos de Desenvolvimento Sustentável (ODS) até 2030. É concebido por dezenas de experts que, juntos, cobrem todas as áreas dos 17 ODS.
A publicação tem cinco edições (2017, 2018, 2019, 2020 e 2021) disponibilizadas tanto em português quanto em inglês. A primeira edição foi lançada em Brasília (DF) durante o seminário "Consulta à sociedade civil: avanços e perspectivas da Agenda de 2030 e as prioridades futuras da União Europeia no Brasil", realizado nos dias 6 e 7 de junho de 2017 pelo GT Agenda 2030 em conjunto com a missão da União Europeia no Brasil e a Fundação Friedrich Ebert (FES). Posteriormente, foi lançada também durante a audiência pública "Os Objetivos do Desenvolvimento Sustentável: Avanços e Desafios na Implementação da Agenda 2030 no Brasil", na Comissão de Meio Ambiente e Desenvolvimento Sustentável da Câmara dos Deputados, em evento conjunto no dia 8 de junho de 2017 com a Frente Parlamentar dos ODS. Foi ainda levada ao Fórum Político de Alto Nível (HLPF, da sigla em inglês) em julho daquele ano, situação em que significou um contraponto ao Relatório Nacional Voluntário (RNV), apresentado pelo governo brasileiro.
A segunda edição do Relatório Luz foi lançada em 11 de julho de 2018, também em Brasília, no auditório do Instituto de Relações Exteriores da Universidade de Brasília (UnB), e apontou para uma regressão em todas as metas pactuadas com a ONU, em especial o aumento da extrema pobreza no país. A terceira edição do Relatório Luz foi lançada em 22 de agosto de 2019, também em Brasília e no auditório do Instituto de Relações Exteriores da UnB, mostrando um cenário de violações e desrespeito aos direitos sociais, ambientais e econômicos no Brasil.
A quarta edição do Relatório Luz foi lançada no dia 31 de julho de 2020 durante audiência pública da Frente Parlamentar Mista em Apoio aos Objetivos de Desenvolvimento Sustentável do Congresso Nacional. Também foram realizados eventos para a comunidade internacional, em inglês e espanhol. Nessa edição foram verificadas 145 das 169 metas acordadas nas Nações Unidas. Ela também registra as dificuldades no levantamento de informações devido ao “apagão de dados” em curso no país, além da inexistência ou insuficiência de informações nas áreas abordadas.
Já a quinta edição do Relatório Luz foi lançada nacionalmente no dia 12 de julho de 2021 durante a audiência pública "Relatório Luz 2021: implementação dos ODS no Brasil (Agenda 2030)", na Comissão de Ciência e Tecnologia, Comunicação e Informática (CCTC) da Câmara dos Deputados, em parceria com a Frente Parlamentar Mista de Apoio aos ODS. Também foram realizados eventos para a comunidade internacional, em inglês e espanhol. Pela primeira vez, nenhuma das 169 metas da Agenda 2030 apresentou progresso satisfatório no Brasil. Das 169 metas, 92 (ou 54,4%) estão em retrocesso; 27 (16%) estagnadas; 21 (12,4%) ameaçadas; 13 (7,7%) têm progresso insuficiente; e 1 (0,6%) não se aplica à realidade brasileira. Há, ainda, 15 metas (8,9%) que não foram classificadas por falta de dados. Entre os destaques está o aumento da população vivendo em situação de insegurança alimentar. Além da análise das metas, o relatório traz 136 recomendações para que o Brasil avance no cumprimento do que foi pactuado em 2015 na ONU.